# ヨンジェ (GOT7)
ヨンジェ（英: Youngjae、朝: 영재、1996年9月17日 - ）は、韓国の歌手。ボーイズグループGOT7のメンバー、メインボーカル。本名はチェ・ヨンジェ（朝: 최영재、漢: 崔榮宰、英: Choi Youngjae）。「Ars」という名前で作曲活動を行う。
大韓民国全羅南道木浦市出身。2014年1月、GOT7のミニ・アルバム「Got it?」によりデビュー。同年10月日本デビュー。
2021年1月JYPエンターテインメント契約満了後、Sublime Artist Agencyへ移籍。2021年10月初のソロアルバム発表。
2024年にYOUNGJAE 2024 ASIA TOUR“INSIDEOUT”を行ったのち、6月JYPエンターテインメント出身の代表が設立した新生事務所ANDBUT COMPANYへ移籍した。

## プロフィール
- 身長：177cm 体重：64kg
- 血液型：B型
- 学歴： 漢陽サイバー大学 大学院在学
- 家族構成：父、母、姉、兄
- ポジション：メインボーカル
- 特技：歌
- 趣味：ピアノ、ゲーム
- ペット：愛犬ココ(코코、Coco) マルチーズ

## 来歴
2013年地元の音楽スクールでJYP非公開オーディションを受け、歌唱力を認められ合格、JYPエンターテインメントの練習生になった。練習生として7ヶ月間練習し、異例の早さでGOT7のメンバーの最後の1人に選ばれデビューをはたした。
メンバーカラーはイエロー。本人は「GOT7のパワーボーカル、ヨンジェです」と自己紹介することが多い。
GOT7の作曲にも参加するほか、Arsという名前で作詞作曲活動を行う。Arsは、座右の銘とするヒポクラテスの言葉'Ars longa, vita brevis'（ラテン語）にちなむ。

## 出演
グループでの出演はGOT7を参照してください。

### テレビ
- 2017年 - MBC「覆面歌王」(韓国語) 第93回(2017年1月8日放送)、第94回(2017年1月15日放送)[5]
- 2018年 - KBS 2TV「不朽の名曲」(韓国語)(2018年2月3日放送)[6]
- 2019年 - XtvN 「GOT7のレアルタイ」 (タイ放送局True4Uにおいても放映）[7]

### ドラマ
- 2021年 - Netflixオリジナルシリーズ「ホント無理だから」サム役[8]
- 2021年12月 - OTTサービスCINE de RAMA製作「Love and Wish」（日本語題「ラヴウィー！」U-NEXTで配信）男性主人公のキム・スンヒュ役[9]
- 2025年2月10日 - YLAB PLEX、STUDIO X+U制作「善意の競争」（ABEMAなどで配信）ナム・ビョンジン役[10]

### ラジオ
- 2020年5月-9月　MBCラジオ 「アイドルラジオ」DJ [11]
- 2022年3月28日-2024年11月22日 MBC FM4U 「GOT7 ヨンジェの親しい友達」DJ [12]

### ミュージカル
- 2021年5月1日-7月25日　韓国創作ミュージカル「タイヨウのうた」ハラム役 [13]
- 2023年7月12日-9月2日　韓国ミュージカル「あの日々」ムヨン役 [14]
- 2025年4月3日-6月　ショーミュージカルAgain「ドリームハイ」ソン・サムドン役 [15]

## 作品

### シングル
- 2020年12月11日 "Everything For You"
- 2021年12月15日 デジタルシングル "Walk with Me"[16]
- 2023年3月12日 デジタルシングル "Errr Day"[17]
- 2024年7月9日 デジタルシングル "T.P.O"[18]
- 2025年7月9日 デジタルシングル "Fermata"『Escape To Me』『HERE WE GO』の２曲で構成される[19]

### ソロアルバム
- 2021年10月5日 1stソロアルバム「COLORS from Ars」[20]
- 2022年6月21日 2ndミニアルバム「SUGAR」[21]
- 2023年11月1日 1stフルアルバム「Do It」[22]

### OST(劇中歌）
- 2018年 "At the usual time(그 시간에)" SBS ドラマ「油っぽいメロ」(原題：Wok of love(기름진 멜로))(韓国語)  OST[23]
- 2020年 チェ・ジョンユンとのデュエット"Fall In Love(빠져드나봐)" tvN ドラマ「花様年華－人生が花になる瞬間」(原題：When My Love Blooms(화양연화_(드라마)))(韓国語)  OST[24]
- 2021年4月 韓国創作ミュージカル「タイヨウのうた」劇中歌"太陽が沈んだら君に会いに行くよ"(原題 Meet Me When the Sun Goes Down (태양이 지면 널 만나러 갈게)(韓国語)[25]
- 2021年5月 "Pop star" (C)Godin Media and Warner Bros. (Korea) Inc.制作韓国ドラマ「だから俺はアンチと結婚した」 OST[26]
- 2021年6月 韓国創作ミュージカル「タイヨウのうた」劇中歌"Good-Bye Days"[27]
- 2021年6月 Netflixドラマ「ホント無理だから」オープニング曲"So Not Worth It"[28]
- 2021年7月 LABOUMのソヨンとのデュエット "You & I"　韓国tvNドラマ「九尾の狐とキケンな同居」(英語名:My Roommate Is Gumiho) 劇中歌[29]
- 2021年12月 OTTサービスCINE de RAMA製作「Love and Wish」劇中歌 "Day by Day"[30]
- 2022年8月 GOT7 JAY Bとともに、韓国ケーブルテレビ局ENA製作ドラマ「グッジョブ」劇中歌 "Closer"を発表[31]
- 2022年11月 韓国MBCドラマ「ゴールデンスプーン」　挿入歌"On My Way"
- 2025年1月　韓国 ショーミュージカル「ドリームハイ」OST "Starlight"

### コラボレーション
- 2018年 - "I'm All Ears" パク・ジミンとともに。韓国の生命保険社会貢献財団が行った青少年自殺予防キャンペーンの一環として作られた曲[32]。
- 2021年 - Loveyの楽曲 "hurry (feat. Youngjae)" に参加。
- 2022年 - "IRREPLACEABLE" タイのラッパーF․HEROとともに。[33]。
- 2022年10月11日 - デジタルシングル"Colors" イェリンとともに。
- 2025年6月29日 - デジタルシングル"오래된 노래 (Old Song)"  켄(KEN), 영재(YOUNGJAE), 후이(HUI), 최상엽(LUCY)

## 日本での公演
グループでの公演はGOT7を参照。
ファンミーティング
- 2022年12月16日 2022 YOUNGJAE FANCON ＜Ars'tudio in JAPAN＞ [34]
- 2024年11月12日 2024 YOUNGJAE FANMEETING IN JAPAN Hi My Dear [35]
- 2025年6月7日 2025 YOUNGJAE FAN MEETING <One Summer Night>IN JAPAN [36]

アジアツアー　日本公演
- 2024年3月21日 YOUNGJAE 2024 ASIA TOUR IN TOKYO“INSIDEOUT” [37]